# なまにくATK
なまにくATK（なまにくえーてぃーけー）は、フリーランスの日本イラストレーター・グラフィッカー・原画家・キャラクターデザイナー。埼玉県出身。
2000年にニトロプラスに入社。
2025年6月16日、所属していたニトロプラスを退職し、フリーランスとして活動を始めたことを自身のXにて報告した。

## 作品リスト

### ゲーム
- Phantom -PHANTOM OF INFERNO-（彩色）
- 吸血殲鬼ヴェドゴニア（彩色）
- 鬼哭街（彩色）
- "Hello, world."（彩色）
- 斬魔大聖デモンベイン（彩色）
- 沙耶の唄（2Dグラフィックディレクション）
- Phantom INTEGRATION（彩色）
- 天使ノ二挺拳銃（彩色）
- 咎狗の血（彩色）
- 塵骸魔京（2Dグラフィック監修）
- 刃鳴散らす（彩色）
- サバト鍋-Nitro Amusement Disc-（ゲームディレクション・彩色）
- 機神飛翔デモンベイン（彩色）
- 字祷子D 妖都最速伝説（彩色）
- Lamento -BEYOND THE VOID-（彩色）
- 月光のカルネヴァーレ（ゲームディレクション・彩色）
- 続・殺戮のジャンゴ -地獄の賞金首-（ゲームディレクション・彩色）
- ニトロ+ロワイヤル -ヒロインズデュエル-（彩色）
- キラル盛 - 彩色（彩色）
- 咎狗の血 True Blood（彩色）
- スマガ（彩色）
- Sweet pool（彩色）
- スマガスペシャル（彩色）
- 装甲悪鬼村正（キャラクターデザイン・原画）
- 装甲悪鬼村正 邪念編（キャラクターデザイン・原画）
- アザナエル（彩色）
- フェノメノ 美鶴木夜石は怖がらない ビジュアルノベル版（原画）
- BLAZBLUE CHRONOPHANTASMA（スペシャルイラスト（ギャラリーモードに収録））
- Fate/Grand Order（一部キャラクターデザイン）
- 刀剣乱舞（一部キャラクターデザイン）

### イラスト
- 海法紀光『塵骸魔京』（表紙絵・挿絵）
- 榊一郎『棺姫のチャイカ』（表紙絵・挿絵）
- 鋼屋ジン『装甲悪鬼村正 妖甲秘聞 鋼』（表紙絵・挿絵）
- 一肇『少女キネマ -或は暴想王と屋根裏姫の物語-』（表紙絵）
- ウルトラ怪獣擬人化計画 第3回 レッドキングちゃん（『電撃G's magazine』2014年2月号掲載）
- ウルトラ怪獣擬人化計画 第4回 ゼットン星人（『電撃ホビーマガジン』2014年3月号掲載）
- ウルトラ怪獣擬人化計画 第7回 マグマ星人（『電撃ホビーマガジン』2014年6月号掲載）

### その他
- 永川成基『装甲悪鬼村正 -琴乃の劔冑-』キャラクターデザイン
- TVアニメ『魔法少女まどか☆マギカ』第9話予告イラスト
- TVアニメ『スペース☆ダンディ』第3話ゲスト宇宙人デザイン
- TVアニメ『BLAZBLUE ALTER MEMORY』第6話エンドカード
- TVアニメ『ハルチカ〜ハルタとチカは青春する〜』キャラクター原案[4]
- TVアニメ『ゲーマーズ!』第6話エンドカード
- 凍京NECRO＜トウキョウ・ネクロ＞ SUICIDE MISSION コラボキャラ "御子神 和泉" 原画デザイン